# Sentido horario
En trigonometría y astronomía los ángulos y arcos tienen un sentido de giro, sentido horario o sentido antihorario, de lo que depende que sean considerados positivos o negativos. El sentido horario es el sentido del reloj y el sentido antihorario es el opuesto. El sentido habitual de giro se conoce como dextrógiro, mientras que el contrario se denomina levógiro.
- Los giros en sentido horario se toman con signo negativo
- Los giros en sentido antihorario se toman con signo positivo

El origen del sentido del reloj está en los relojes de sol horizontales. En su movimiento diurno el Sol se mueve este-sur-oeste —en el hemisferio norte— y la sombra proyectada por el gnomon traza el arco inverso: oeste-norte-este. Los inventores del reloj, procedentes del norte, hicieron que las agujas se movieran a semejanza de la sombra del Sol en su hemisferio. 

## En astronomía
En astronomía es costumbre antigua pintar diagramas de la órbita de la Tierra como si estuviésemos mirando a la tierra desde la Osa Menor, es decir, se pinta de manera que el polo de la Tierra que se ve es el polo Norte, y el polo Sur queda detrás del papel. Antes del descubrimiento de que era la Tierra la que daba vueltas alrededor del Sol, los diagramas de la órbita del Sol se dibujaban igual. 
Si se usa esta convención, tanto el movimiento de rotación de la Tierra, como el movimiento de traslación de los planetas alrededor del Sol, como el de la Luna alrededor de la Tierra, son antihorarios. Por eso en astronomía y en matemáticas se suelen dibujar diagramas de manera que el giro en sentido antihorario se considera "positivo" o "directo" y el giro en sentido horario es "negativo" o "retrógrado". Por ejemplo, si un punto se mueve en un plano de manera que su coordenada X es el seno de t, y su coordenada Y es el seno de t, con la convención normal de que el eje X se pinta positivo a la derecha y el eje Y positivo hacia arriba, el punto se mueve en sentido positivo (antihorario, directo). Convencionalmente, al movimiento antihorario se le designa también como oeste-este (puesto que tomando como referencia el norte, un punto atraviesa el oeste antes de dirigirse hacia el este); el movimiento horario sería por tanto este-oeste.

## En deporte
Las carreras deportivas se pueden disputar en circuitos en sentido horario o antihorario.
En el atletismo y el patinaje de velocidad sobre hielo, la pista de carreras siempre se recorre en sentido antihorario.
En las carreras de caballos, es tradicional que se realicen carreras en sentido antihorario en América, mientras que en Europa y Oceanía hay pistas de sentido horario y pistas de sentido antihorario.
En automovilismo y motociclismo hay circuitos en ambos sentidos. Sin embargo, los circuitos ovales de América del Norte casi siempre se recorren en sentido antihorario, mientras que la gran mayoría de los circuitos europeos se recorren en sentido horario. Existen circuitos que se recorren en ambos sentidos, como el Autódromo Víctor Borrat Fabini de El Pinar (Uruguay) hasta 2013.